# Europäischer Jüdischer Kongress
Der Europäische Jüdische Kongress (EJC) wurde 1986 vom Europäischen Zweig des Jüdischen Weltkongresses gegründet. Er hat seinen Hauptsitz in Brüssel und ist eine Dachorganisation verschiedener nationaler jüdischer Organisationen Europas. Nach eigenen Angaben vertritt der EJC 42 jüdische Gemeinschaften mit insgesamt etwa 2,5 Millionen Mitgliedern (Stand 2020).

## Geschichte
Vorläufer des Europäischen Jüdischen Kongresses war der europäische Zweig des Jüdischen Weltkongresses mit Sitz in London, ab 1980 in Paris. 1986 wurde der EJC als neue und eigenständige Organisation gegründet. Seither vertritt der EJC als dem Weltkongress affiliierte Organisation die gemeinsamen Interessen und Angelegenheiten jüdischer Gemeinschaften in Europa. Dabei erweiterte sich das Tätigkeitsfeld des Kongresses mit dem Zusammenbruch der kommunistischen Regime in Mittel- und Osteuropa sowie der Sowjetunion ab 1989 über den ursprünglich auf die Europäische Union beschränkten Wirkungsbereich.
Auf seiner Sitzung im Februar 2008 beschloss der Zentralrat der Juden in Deutschland, dem Beispiel Österreichs, Frankreichs und Portugals zu folgen und die Mitgliedschaft im EJC bis auf weiteres ruhen zu lassen. Hintergrund waren die Unzufriedenheit mit dem EJC-Präsidenten W. M. Kantor, der unter anderem seine Amtszeit „mit Taschenspielertricks“ rückwirkend um zwei auf vier Jahre verlängert und keine Stellung gegen Besuche des russischen beim iranischen Präsidenten bezogen habe. Die Mitgliedschaft wurde später wieder aktiviert. Der Präsident des Zentralrats der Juden in Deutschland, Josef Schuster, ist einer der Vizepräsidenten des Kongresses (Stand 2021). Kantor wiederum wurde im Oktober 2020 für eine vierte Amtszeit als Präsident wiedergewählt.
Der Kongress vergibt jährlich den Golden-Vision-Award an zwei Persönlichkeiten – eine jüdisch, eine nicht-jüdisch – die sich für eine „inklusivere Welt ohne Antisemitismus“ einsetzen. Zu den Preisträgern gehören unter anderem Papst Franziskus, der im Jahr 2020 ausgezeichnet wurde, und die litauische Schriftstellerin Rūta Vanagaitė, die den Preis 2018 erhielt.

## Organisation
Präsident war seit 2007 Wjatscheslaw Mosche Kantor. Generalsekretär ist Serge Cwajgenbaum. Vizepräsidenten des EJC sind Francis Kalifat, Yaakov Bleich, Josef Schuster, Ariel Muzicant, Borys Loschkin, Georgy Golukhov, Yohan Benizri und Andras Heisler (Stand 2021). Leiter des Berliner Büros ist Stephan J. Kramer.

## Präsidenten
- 1986–1988: Théo Klein
- 1988–1991: Lionel Kopelowitz
- 1991–1995: Jean Kahn
- 1996–1998: Eldred Tabachnik
- 1998–1999: Ignatz Bubis
- 2000–2001: Henri Hajdenberg
- 2001–2003: Michel Friedman
- 2003–2005: Cobi Benatoff
- 2005–2007: Pierre Besnainou
- 2007–2022: Wjatscheslaw Mosche Kantor
- 2022 (interimistisch): Ariel Muzicant